# Marguerite Louise của Orléans
Marguerite Louise của Orléans (28 tháng 7 năm 1645 – 17 tháng 9 năm 1721) là một Vương tôn nữ Pháp, con gái của Vương tử Gaston của Pháp, Công tước xứ Orléans, vì thế bà gọi vua Louis XIII là bác và vua Henry IV của Pháp là ông nội. Sau đó bà trở thành Đại công tước phụ nhân xứ Toscana sau khi kết hôn với người cai trị của nó là Đại công tước Cosimo III de' Medici.
Marguerite theo chủ nghĩa tự do và có cách cư xử ngang ngược ngay từ khi còn nhỏ, vì thế mà mối quan hệ của bà với chồng và gia đình chồng rất khó khăn và thường cay đắng, với nhiều lần kêu gọi hòa giải từ Vua Louis XIV. Tuy nhiên, cặp vợ chồng này vẫn có với nhau 3 đứa con, gồm có: Đại công tử Ferdinando, Tuyển hầu tước phu nhân xứ Pfalz-Neuburg Anna Maria Luisa và Đại công tước tương lai Gian Gastone.
Vào tháng 6 năm 1675, 5 năm sau khi chồng kế vị đại công quốc và 4 năm sau khi đứa con út chào đời, Marguerite Louise và chồng ly thân và bà trở về Pháp với tiền trợ cấp tại một tu viện ở ngoại ô Paris. Ở Pháp, bà tỏ ra ít có xu hướng tôn trọng các quy ước xã hội quản lý cuộc sống của một phụ nữ cùng đẳng cấp với bà và tỏ ra là cái gai đối với chính quyền Toscana và chế độ quân chủ Pháp.
Ở cuộc sống sau này, cuối cùng bà đã áp dụng những cách cư xử thông thường hơn, đảm nhận các công việc ngoan đạo và thậm chí cải tổ tu viện trở thành nơi cư trú thứ hai của bà ở ngoại ô Paris. Nhiều năm trôi qua, sức khỏe của bà suy giảm nghiêm trọng và nỗi đau buồn khi phải để tang con trai cả của mình, Đại công tử Ferdinando, người mà bà thực sự yêu mến. Được thừa kế độc lập về mặt tài chính, bà mua một căn nhà ở Paris, từ đó bà dành phần cuối đời của mình để làm từ thiện và duy trì thư từ với người thân.